# Band of Joy (gruppo musicale)
La Band of Joy è stata un gruppo musicale rock britannico, attivo a più riprese tra il 1966 e il 2011.
Le varie line-up della band sono cambiate nel corso degli anni. Il gruppo è conosciuto per aver collaborato con Robert Plant, che lo ha fondato come progetto parallelo ai Led Zeppelin.

## Formazione
- Robert Plant - voce (1966-1968, 2010-2011)
- Chris Brown - tastiere (1966-1968)
- Vernon Pereira - chitarra (1966)
- John Bonham - batteria (1967-1968; morto nel 1980)
- Paul Lockey - basso, chitarra, voce (1967-1968, 1977-1983)
- Kevyn Gammond - chitarra, voce (1967-1968, 1977-1983)
- Dave Pegg - chitarra (1968)
- John Hill - basso (1968)
- John Kelsey - tastiere (1968)
- Mick Strode - chitarra (1968)
- Michael Chetwood - tastiere, voce (1977-1983)
- John Pasternak - basso, voce (1977-1983; morto nel 1986)
- Marco Giovino - batteria, percussioni, voce (2010-2011)
- Patty Griffin - voce, chitarra (2010-2011)
- Byron House - basso (2010-2011)
- Buddy Miller - chitarra, voce (2010-2011)
- Darrell Scott - voce, chitarra, mandolino, banjo (2010-2011)
- Francesco Nizza-batteria, voce(1977-1983)

## Discografia
- Band of Joy (1978)
- 24k (1983)
- Sixty Six to Timbuktu (2003) - album di Plant che contiene anche brani della Band of Joy
- Band of Joy (2010)